# Conul lui Stodola
Conul lui Stodola este o metodă de calcul, atribuită lui Aurel Stodola, pentru calculul dependenței foarte neliniare a presiunii la ieșirea dintr-un corp al unei turbine multietajate cu contrapresiune, când ajutajele treptelor lucrează în regimuri care nu ating regimul supracritic. Este una dintre metodele folosite pentru calculul proceselor din turbine pentru funcționarea în regimuri diferite de cel de proiectare.

## Descriere

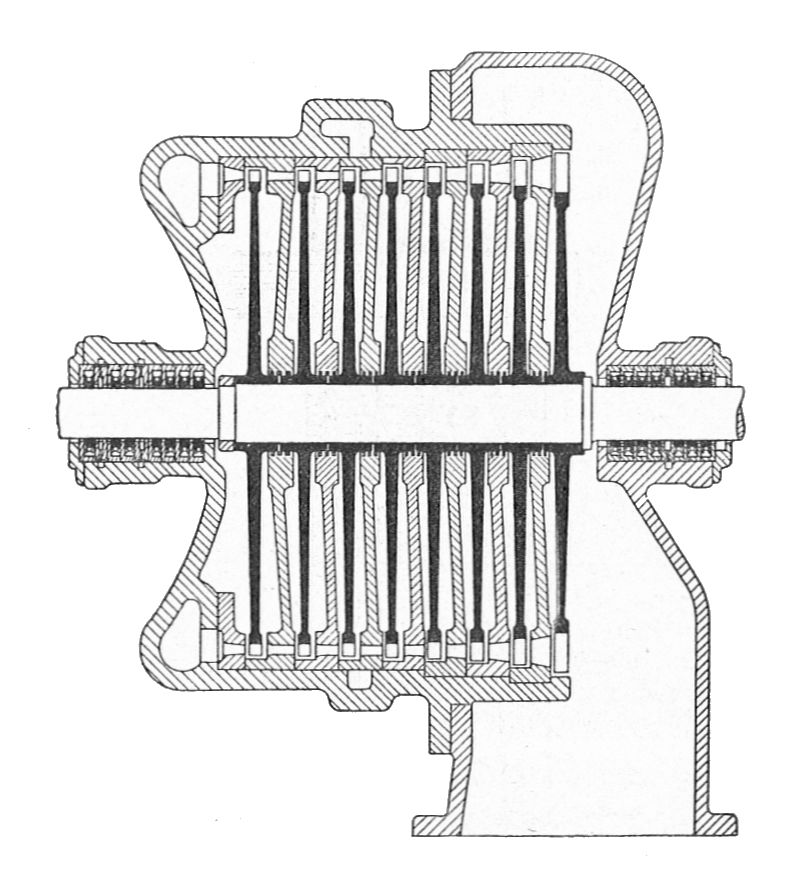
Schema unei turbine multietajate.

Conul lui Stodola pentru o turbină în care nu s-a atins viteza sunetului.

Conul lui Stodola pentru o turbină în care în ultima treaptă s-a atins viteza sunetului.

Fie o turbină multietajată a cărei schemă este cea din figura alăturată. Calculul de proiectare al acestei turbine s-a făcut pentru debitul economic ({\displaystyle \scriptstyle {\dot {m}}_{0}\,} – debitul de fluid cu care va funcționa turbina majoritatea timpului). Parametrii luați în considerare la proiectare sunt: temperatura și presiunea la intrarea în grupul de trepte {\displaystyle \scriptstyle T_{0}\,} și {\displaystyle \scriptstyle p_{0}\,}, respectiv presiunea la ieșirea din grupul de trepte {\displaystyle \scriptstyle p_{2}\,} (în lucrările de specialitate notația {\displaystyle \scriptstyle p_{1}\,} este rezervată presiunii de după ajutaje, presiune care nu intervine în relațiile de aici).
La un regim diferit de cel de proiectare (regim variabil), debitul de fluid va fi {\displaystyle \scriptstyle {\dot {m}}_{01}\,}, respectiv temperatura și presiunea la intrarea în grupul de trepte vor fi {\displaystyle \scriptstyle T_{01}\,} și {\displaystyle \scriptstyle p_{01}\,} iar presiunea de la ieșire {\displaystyle \scriptstyle p_{21}\,}.
Stodola a stabilit experimental că relația dintre acești trei parametri reprezentată în coordonate carteziene are forma unei cuadrice degenerate, a unei suprafețe conice, curba directoare a conului fiind o elipsă. Pentru o presiune inițială constantă {\displaystyle \scriptstyle p_{01}\,} debitul de fluid variază în funcție de presiunea finală {\displaystyle \scriptstyle p_{21}\,} conform unui arc de elipsă într-un plan paralel cu planul {\displaystyle \scriptstyle {\dot {m}}_{01}\,0\,p_{21}\,}
Pentru presiuni finale {\displaystyle \scriptstyle p_{21}\,} foarte mici, de exemplu la turbinele cu condensație, debitul practic nu variază cu presiunea finală, însă scade foarte repede la creșterea contrapresiunii. Pentru o presiune finală {\displaystyle \scriptstyle p_{21}\,} dată, variația debitului în funcție de presiunea la intrare {\displaystyle \scriptstyle p_{01}\,} este un arc de hiperbolă într-un plan paralel cu planul {\displaystyle \scriptstyle {\dot {m}}_{01}\,0\,p_{01}\,}.
De obicei conul lui Stodola nu se reprezintă pentru debite și presiuni, ci pentru raporturi de debite și raporturi de presiuni față de valorile maxime (debite și presiuni relative), valorile maxime din diagrame având în acest caz valoarea 1. Se obișnuiește să se noteze debitul maxim cu {\displaystyle \scriptstyle {\dot {m}}_{0m}\,} respectiv presiunile maxime la intrare și ieșire cu {\displaystyle \scriptstyle p_{0m}\,} și {\displaystyle \scriptstyle p_{2m}\,}. Raporturi de presiuni în regim economic sunt la intrare, respectiv la ieșire {\displaystyle \scriptstyle \epsilon _{0}=p_{0}/p_{0m}\,} și {\displaystyle \scriptstyle \epsilon _{2}=p_{2}/p_{2m}\,}, iar cele în regim variabil {\displaystyle \scriptstyle \epsilon _{01}=p_{01}/p_{0m}\,} și {\displaystyle \scriptstyle \epsilon _{21}=p_{21}/p_{2m}\,}.
Dacă într-un regim de funcționare se atinge viteza sunetului într-o treaptă (regim critic), grupul de trepte poate fi analizat până la acea treaptă, care devine ultima din grup, restul treptelor formând un alt grup de analiză. Această împărțire este dictată de limitarea debitului de treapta care lucrează în regim critic. Conul debitelor se decalează în direcția axei {\displaystyle \scriptstyle 0\,p_{02}\,} apărînd o suprafață triunghiulară, în funcție de raportul critic de presiuni {\displaystyle \scriptstyle \epsilon _{c}=p_{c}/p_{01}\,}, unde {\displaystyle \scriptstyle p_{c}\,} este presiunea critică a grupului de trepte.
Expresia analitică a debitului este: 
{\displaystyle {\frac {{\dot {m}}_{0}}{{\dot {m}}_{01}}}={\sqrt {\frac {T_{01}}{T_{0}}}}{\sqrt {\frac {\epsilon _{0}^{2}(1-\epsilon _{c})^{2}-(\epsilon _{2}-\epsilon _{c}\epsilon _{0})^{2}}{\epsilon _{01}^{2}(1-\epsilon _{c})^{2}-(\epsilon _{21}-\epsilon _{c}\epsilon _{01})^{2}}}}}
Pentru turbine cu condensație raportul {\displaystyle \scriptstyle \epsilon _{c}\,} este foarte mic, relația precedentă reducându-se la:
{\displaystyle {\frac {{\dot {m}}_{0}}{{\dot {m}}_{01}}}={\sqrt {\frac {T_{01}}{T_{0}}}}{\sqrt {\frac {\epsilon _{0}^{2}-\epsilon _{2}^{2}}{\epsilon _{01}^{2}-\epsilon _{21}^{2}}}}}
relație simplificată obținută de Gustav Flügel (1885–1967) pe cale teoretică.
Dacă variația temperaturii la intrare este mică, relația lui Flügel se simplifică, devenind:
{\displaystyle {\frac {{\dot {m}}_{0}}{{\dot {m}}_{01}}}={\sqrt {\frac {\epsilon _{0}^{2}-\epsilon _{2}^{2}}{\epsilon _{01}^{2}-\epsilon _{21}^{2}}}}}
Pentru turbine cu condensație {\displaystyle \scriptstyle \epsilon _{2}\,\approx \,\epsilon _{21}\,\approx \,0}, astfel că în acest caz:
{\displaystyle {\frac {{\dot {m}}_{0}}{{\dot {m}}_{01}}}={\frac {\epsilon _{0}}{\epsilon _{01}}}={\frac {p_{01}}{p_{0}}}}
Relațiile de mai sus permit în exploatare aprecierea debitului în funcție de presiunea dintr-o treaptă.